# Vorbereitung der Vergabe
Die Vorbereitung der Vergabe ist ein Teil der Bauplanung zur Erstellung von Bauwerken und in Deutschland die sechste der neun in der Honorarordnung für Architekten und Ingenieure (HOAI) festgelegten Leistungsphasen. 
Die Vorbereitung der Vergabe für Gebäude und Innenräume wird in § 34 HOAI 2013 als sechste Leistungsphase definiert und in Anlage 10 der Verordnung genauer beschrieben. Sie beinhaltet zunächst die Aufstellung eines Vergabeterminplans. Die Ermittlung von Mengen auf Basis der Ausführungspläne dient als Grundlage für das Aufstellen von Leistungsbeschreibungen mit Leistungsverzeichnissen nach Leistungsbereichen. Anhand der Leistungsverzeichnisse werden die Kosten ermittelt und durch einen Vergleich mit der Kostenberechnung die Kostenkontrolle durchgeführt. Alle Arbeiten erfordern dabei Abstimmung und Koordination der an der Planung beteiligten Fachbereiche. Die Zusammenstellung der Vergabeunterlagen schließt die Leistungsphase ab.
Das Oberlandesgericht (OLG) München hat mit Urteil vom 16. Dezember 2014 (AZ: 9 U 491/14) festgehalten: Der nur mit den Leistungsphasen LP6 bis LP8 beauftragte Architekt muss sich zur Erfüllung der von ihm als Grundleistung geschuldeten Pflicht zur Kostenkontrolle schon vor der Auftragserteilung des Bauherrn an Bauunternehmer über den vom Bauherrn gewollten Kostenrahmen von diesem informieren lassen.